# BRIT Awards 1987
La VII edizione dei BRIT Award si tenne nel 1987 presso il Grosvenor Hotel. Lo show venne condotto da Jonathan King.

## Vincitori
- Miglior produttore britannico: Dave Stewart
- Miglior registrazione di musica classica: Julian Lloyd Webber/Royal Philharmonic Orchestra "Elgar Cello Concerto"
- Miglior artista solista internazionale – Paul Simon
- Miglior colonna sonora: "Top Gun"
- Miglior album britannico: Dire Straits "Brothers in Arms"
- Rivelazione britannica: The Housemartins
- Cantante femminile britannica: Kate Bush
- Gruppo britannico: Five Star
- Cantante maschile britannico: Peter Gabriel
- Singolo britannico: Pet Shop Boys - "West End Girls"
- British Video: Peter Gabriel - "Sledgehammer"
- Gruppo internazionale: The Bangles
- Outstanding contribution: Eric Clapton